# Carl Carlson i Fridhem
Carl Carlson (i riksdagen kallad Carlson i Fridhem), född 9 augusti 1822 i Löts socken i Uppsala län, död 20 augusti 1902 i Stavby församling i Uppsala län, var en svensk lärare och riksdagsman.
Carlson var ledamot av riksdagens andra kammare 1882–1884.